# Artur Lundkvist
Nils Artur Lundkvist (3. marts 1906 – 11. december 1991) var en svensk forfatter og kritiker, medlem af Svenska Akademien fra 1968. Lundkvist debuterede med den modernistiske digtesamlingen Glöd i 1928 og udgav omkring 80 bøger; digte, prosadigte, romaner, noveller med mere. Han blev tidligt inspireret af surrealismen. Han oversatte digtere fra Spanien og Latinamerika og hans egne bøger blev oversat til mere end 30 sprog.

## Udvalgt litteratur
- Glöd (digte), 1928
- Naket liv (digte), 1929
- Atlantvind (essayer), 1932
- Natten broar (digte), 1936
- Sirensång (digte), 1938
- Ikarus flykt (essayer), 1939
- Vandrarens träd (noveller), 1941
- Korsväg (digte), 1942
- Fotspår i vattnet (digte), 1949
- Malinga (prosa, aforismer), 1952
- Liv som gräs (digte), 1954
- Vindingevals (roman), 1956
- Vulkanisk kontinent (om en rejse gennem Sydamerika), 1957
- Det talande trädet (prosadigte), 1960
- Agadir (digt), 1961
- Berättelser för vilsekomna (noveller), 1961
- Ögonblick och vågor (digte), 1962
- Sida vid sida (noveller), 1962
- Texter i snön (digte), 1964
- Sällskap för natten (noveller), 1965
- Självporträtt av en drömmare med öppna ögon (selvbiografi), 1966
- Snapphanens liv och död (historisk roman), 1968
- Lustgårdens demoni (prosadigte), 1973
- Livsälskare, svartmålare (roman om Francisco Goya), 1974
- Sett i det strömmande vattnet (prosadigte), 1978
- Skrivet mot kvällen (prosadigte), 1980
- Färdas i drömmen och föreställningen (prosadigte), 1984